# ITU-R-Empfehlung BT.2020

Diagramm des Farbraumes CIE 1931, in dem mit einem Dreieck der Farbraum der Empfehlung 2020 (UHDTV) und die Positionen der Grundfarben eingezeichnet sind. Empfehlung 2020 nutzt Illuminant D65 als Weißpunkt.

ITU-R-Empfehlung BT.2020, allgemein bekannt unter den Kürzeln Rec. 2020 oder BT.2020, definiert verschiedene Aspekte von UHDTV wie die Bildschirmauflösung, Bildfrequenz, Farbunterabtastung, Farbtiefe, und Farbraum. Sie wurde am 23. August 2012 auf der Website der Internationalen Fernmeldeunion (ITU) veröffentlicht.

## Technische Details

### Auflösung
Empfehlung 2020 definiert zwei Auflösungen, 3840 × 2160 („4K“) und 7680 × 4320 („8K“). Diese Auflösungen haben ein Seitenverhältnis von 16:9 und nutzen quadratische Bildpunkte.

### Bildfrequenz
Empfehlung 2020 spezifiziert die folgenden Bildfrequenzen: 120p, 119,88p, 100p, 60p, 59,94p, 50p, 30p, 29,97p, 25p, 24p, 23,976p. Nur Vollbildverfahren sind erlaubt.

### Digitale Darstellung
Empfehlung 2020 definiert eine Farbtiefe von entweder 10 oder 12 Bits pro Abtastwert.
Bei 10 Bits pro Abtastwert nutzt Empfehlung 2020 eine Helligkeitswerteskala, bei der der Schwarzpunkt auf den Code 64 und der Weißpunkt auf den Code 940 festgelegt sind. Die Codes 0 bis 3 und 1020 bis 1023 werden für die Zeitreferenz genutzt. Die Codes 4 bis 63 dienen als Helligkeitswerte unterhalb des Schwarzpunktes, während die Codes von 941 bis 1019 Helligkeitswerte oberhalb des Nennspitzenwertes bezeichnen.
Bei 12 Bits pro Abtastwert nutzt Empfehlung 2020 eine Helligkeitswerteskala, bei der der Schwarzpunkt auf den Code 256 und der Weißpunkt auf den Code 3760 festgelegt sind. Codes 0 bis 15 und 4080 bis 4095 werden für die Zeitreferenz genutzt. Die Codes 16 bis 255 dienen als Helligkeitswerte unterhalb des Schwarzpunktes, während die Codes von 3761 bis 4079 Helligkeitswerte oberhalb des Nennspitzenwertes bezeichnen.

### Farbmetrik des Systems
| Farbraum      | Weißpunkt | Weißpunkt | Grundfarbe | Grundfarbe | Grundfarbe | Grundfarbe | Grundfarbe | Grundfarbe |
| Farbraum      | xW        | yW        | xR         | yR         | xG         | yG         | xB         | yB         |
| ------------- | --------- | --------- | ---------- | ---------- | ---------- | ---------- | ---------- | ---------- |
| ITU-R BT.2020 | 0,3127    | 0,3290    | 0,708      | 0,292      | 0,170      | 0,797      | 0,131      | 0,046      |

Der Farbraum von Empfehlung 2020 (UHDTV/UHD-1/UHD-2) kann Farben darstellen, die mit dem Farbraum aus Empfehlung 709 (HDTV) nicht darstellbar sind. Die von Empfehlung 2020 genutzten RGB-Grundfarben entsprechen einfarbigen Lichtquellen im CIE-Normfarbsystem von 1931. Die Wellenlänge der Grundfarben von Empfehlung 2020 sind 630 nm für die Grundfarbe Rot, 532 nm für die grüne Grundfarbe und 467 nm für die blaue Grundfarbe. Von dem CIE-Farbraum von 1931 deckt der Farbraum von Empfehlung 2020 einen Bereich von 75,8 %, der Digitalkinobezugsprojektorfarbraum deckt 53,6 %, der Adobe-RGB-Farbraum deckt 52,1 % und der Farbraum von Empfehlung 709 deckt 35,9 % ab.
Bei der Entwicklung des Empfehlung-2020-Farbraumes wurde entschieden, real mögliche Farben anstatt imaginärer Farben zu verwenden, um eine Abbildung des Empfehlung-2020-Farbraumes auf einem Anzeigegerät ohne zusätzliche Umrechnungsschaltkreise zu ermöglichen. Da ein größerer Farbraum die Abstände zwischen benachbarten Farbwerten vergrößert, ist ein zusätzliches Bit pro Abtastwert nötig, um dieselbe oder eine höhere Farbpräzision zu erreichen wie bei Empfehlung 709.
Die NHK hat die Kontrastempfindlichkeit des Empfehlung-2020-Farbraum anhand der Barten-Gleichung vermessen, welche zuvor schon für die Bestimmung der Farbtiefe bei digital cinema verwendet wurde. Die 11 Bits pro Abtastwert bei dem Empfehlung-2020-Farbraum sind über die gesamte Spanne der Helligkeitsskala feiner als die Kontrastwahrnehmungsschwelle. Die NHK plant für ihr UHDTV-System, Super Hi-Vision, die Verwendung von RGB mit 12 Bits pro Abtastwert.

### Luma-Koeffizienten
Empfehlung 2020 erlaubt RGB- und YCbCr-Signalformate mit 4:4:4-, 4:2:2- und 4:2:0-Farbunterabtastung. Empfehlung 2020 legt fest, dass ein eventuelles Luma-Signal (Y') die R’G’B’-Koeffizienten 0,2627 für Rot, 0,6780 für Grün und 0,0593 für Blau nutzt.

### Übertragungsfunktion
Empfehlung 2020 definiert eine nichtlineare Übertragungsfunktion, die zur Gammakorrektur bei RGB und YCbCr genutzt werden kann. RGB kann verwendet werden, wenn beste Qualität erforderlich ist. YCbCr kann verwendet werden, wenn die Hauptanforderung die Kompatibilität zu SDTV/HDTV-Betrieb ist, und ermöglicht Farbunterabtastung. Die Luma- und Chroma-Komponenten in YCbCr werden aus gammakorrigiertem RGB berechnet. Empfehlung 2020 definiert auch eine linear kodierte Version von YCbCr, die YcCbcCrc genannt wird. YcCbcCrc kann eingesetzt werden, wenn ein möglichst originalgetreuer Erhalt der Helligkeitsinformation vorrangig ist. Die Luma- und Chroma-Komponenten in YcCbcCrc werden aus linearem RGB berechnet und nachher gammakorrigiert.
Empfehlung 2020 mit 10 Bits pro Abtastwert nutzt dieselbe nichtlineare Übertragungsfunktion wie Empfehlung 709. Bei 12 Bits pro Abtastwert ändert sich die Übertragungsfunktion bei Empfehlung 2020, da der Minimalwert auf der Helligkeitsskala zwischen 0 und 1, bei dem die nichtlineare Funktion beginnt, mit 0,0181 statt 0,018 höher liegt. Die nichtlineare Übertragungsfunktion von Empfehlung 2020 ist nahe 0 linear und geht dann für den Rest der Helligkeitsskala in eine Potenzfunktion über:
{\displaystyle E'={\begin{cases}4{,}5E&0\leq E<\beta \\\alpha E^{0{,}45}-(\alpha -1)&\beta \leq E\leq 1\end{cases}}}
- E ist das Signal im Verhältnis zur Lichtstärke und E' ist das resultierende nichtlineare Signal
- α = 1,099 und β = 0,018 bei einem System mit 10 Bits pro Abtastwert
- α = 1,0993 und β = 0,0181 bei einem System mit 12 Bits pro Abtastwert

Wenngleich die Übertragungsfunktion von Empfehlung 2020 für die Kodierung verwendet werden kann, wird angenommen, dass die meisten Produktionen einen Referenzmonitor verwenden, der eine Bilddarstellung gemäß der Übertragungsfunktion aus der ITU-R-Empfehlung BT.1886 hat, und dass der Referenzmonitor gemäß der ITU-R-Empfehlung BT.2035 bewertet wird. Bei der Produktion von Inhalten nach Empfehlung 2020 können auch andere Übertragungsfunktionen wie der Dolby Perceptual Quantizer (PQ) benutzt werden.